# Walter Cleff
Eugen Walter Cleff (* 19. August 1870 in Barmen, heute Wuppertal; † 1939 in Büderich, heute Meerbusch) war ein deutscher Maler und Radierer.

## Leben
Bis zum 30. Lebensjahr betätigte sich Cleff kunstgewerblich. Dann besuchte er das Städelsche Kunstinstitut in Frankfurt am Main, wo Bernhard Mannfeld und Wilhelm Amandus Beer seine Lehrer waren. Hintereinander lebte er in Aachen, Frankfurt am Main, Bremen und Düsseldorf. Vorzugsweise radierte, gelegentlich malte er Landschaften. Er zählt zu den Malern der Düsseldorfer Schule.